# Vilanova dos Infantes
Vilanova dos Infantes és una pedania del municipi espanyol de Celanova (Ourense, Galícia). Va ser municipi independent fins a l'any 1927.

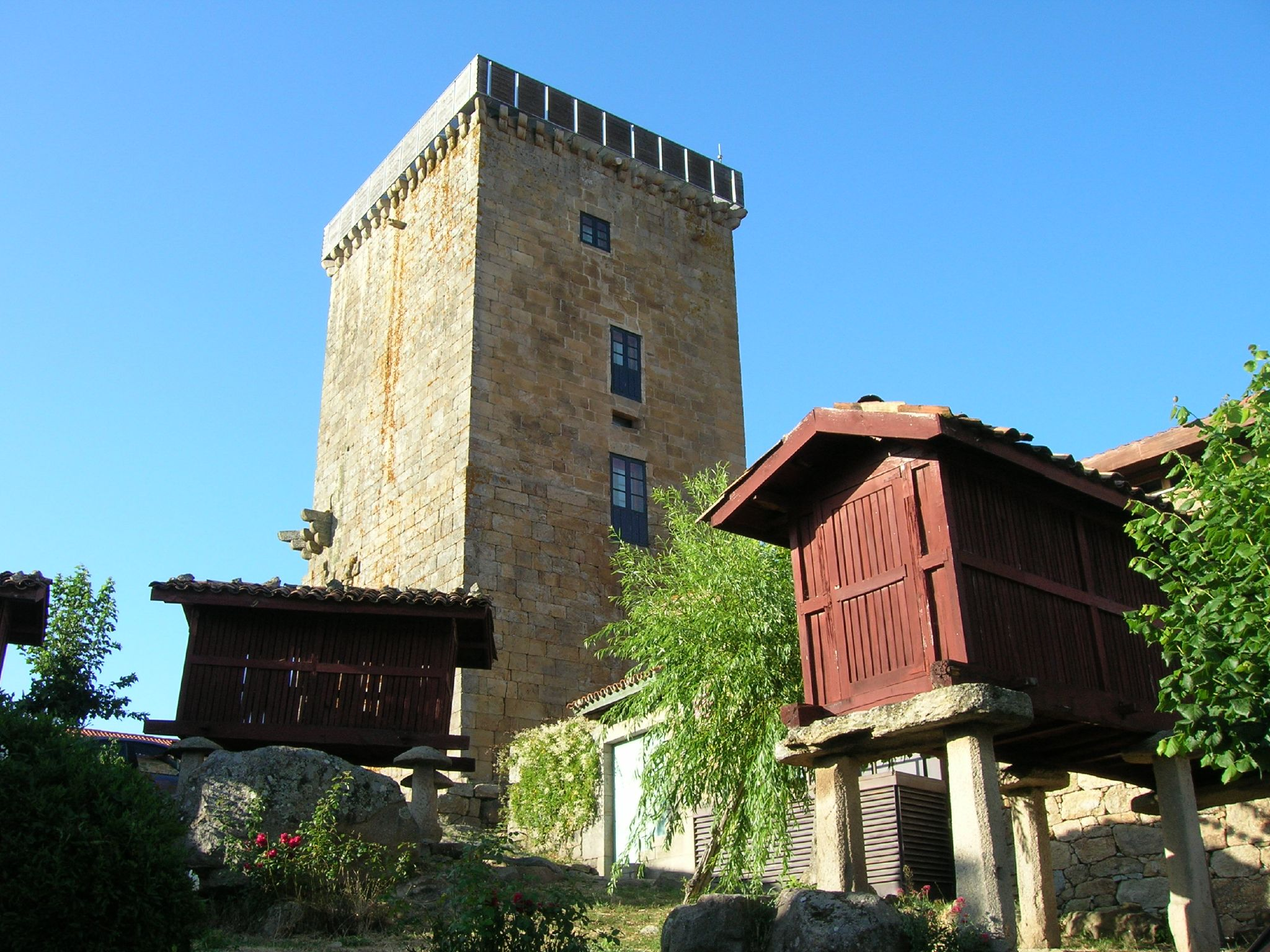
Torre de Vilanova dos Infantes

## Patrimoni
Es tracta d'una vila de fisonomia medieval, on destaca una torre medieval de dinou metres d'alt, vestigi de la fortalesa aixecada el segle x pel comte Gutierre Menéndez, pare de Rudesindus Guterri, bisbe de Mondoñedo i virrei de Galícia. La fortalesa va ser enderrocada el 1476 després de la revolta irmandiña. La modificació més important que va patir aquesta edificació es va produir a principis del segle xix, quan es va convertir en seu de l'Ajuntament. Va consistir en la divisió horitzontal en tres plantes, que no coincidien amb les existents originalment; a més, es va habilitar una entrada a la primera planta que substituïa a la medieval, que encara s'observa en la segona planta amb un arc ogival i que donava accés des de la muralla a l'interior a través d'un corredor de fusta recolzat en permòdols.
Un altre edifici monumental és l'església parroquial de San Salvador de Villanueva, que es va construir sobre una capella d'estil mossàrab per ordre de la mare de Rudesindus Guterri. En el seu interior es conserva un Crist romànic, la creu del qual s'assembla a les branques d'un arbre.
A prop de Vilanova dos Infantes es localitza un castro fortificat, conegut com a Castromao, que data de temps anteriors a la romanització.

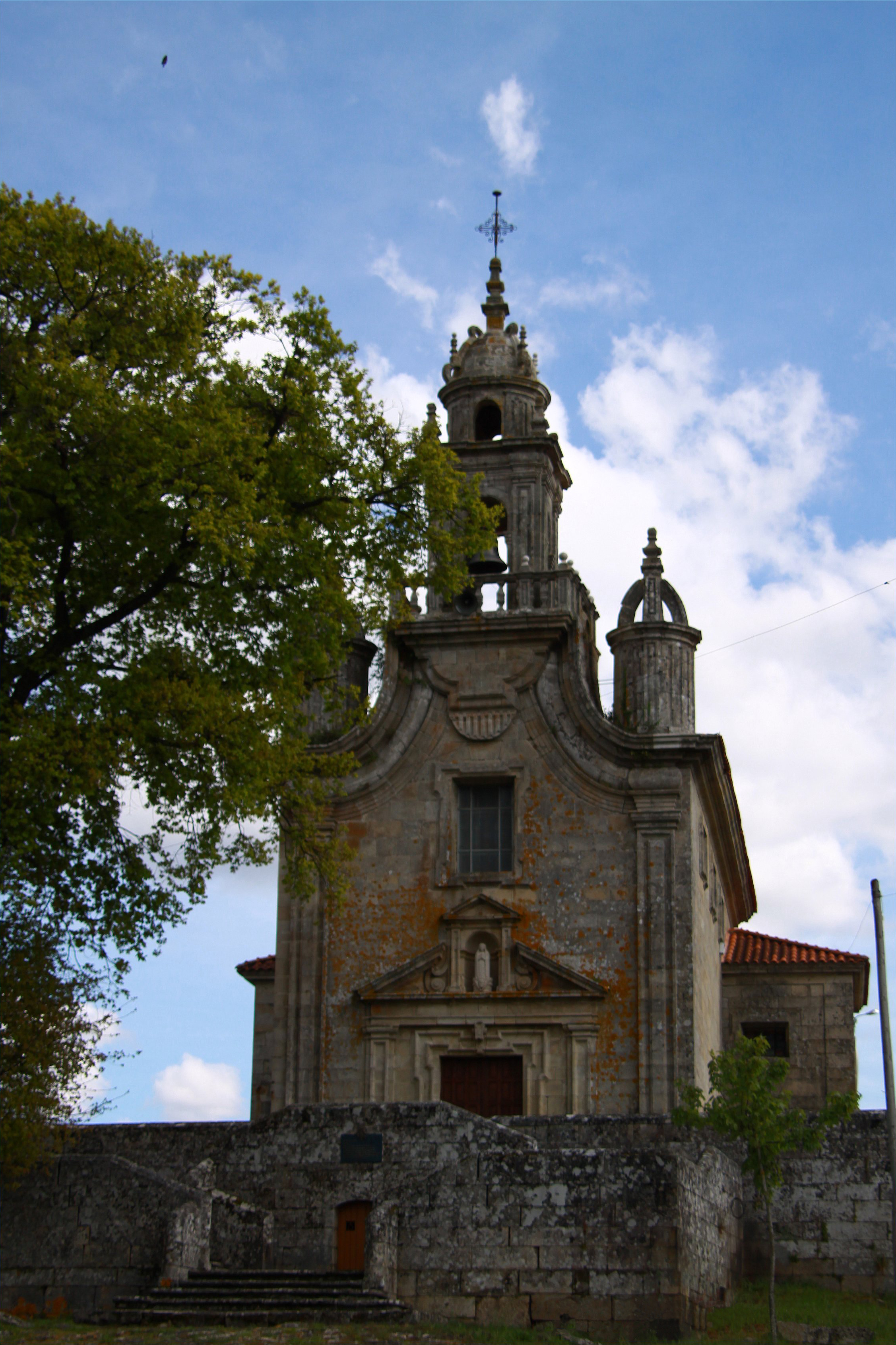
Façana del Santuari de la Verge del Cristall.

En el Santuari de la Verge del Cristall (Virxe do cristal en gallec) es conservava una diminuta bola de cristall sense obertura, amb una imatge de la Verge pregant, que va ser trobada al segle XVII (i robada violentament el 2015, després d'assassinar el rector). La seva festivitat es commemora el 15 de setembre i des de l'any 2002 la celebració de la missa en honor de la Verge es fa a l'aire lliure en una capella construïda en un terreny adjacent a l'església.
A Vilanova dos Infantes es troba el solar de l'antic convent de Santa Maria de Vilanova, fundat per Santa Ilduara (o Aldara) i del qual va ser abadessa la seva filla Santa Adosinda. Va ser construït entre 1215 i 1225; fins a la dècada de 1940 encara es conservaven algunes restes de la construcció com capitells, restes d'arcs o bases de columnes, però en l'actualitat ja no es conserva cap element arquitectònic.
Recentment s'han dut a terme obres de restauració en el burg medieval de Vilanova dos Infantes, amb la finalitat d'atreure turisme a la zona i generar noves fonts d'activitat econòmica.

## Literatura
Vilanova dos Infantes o "dels set Infants" va ser descrita per Manuel Curros Enríquez en el seu poema A virxe do cristal (La verge de cristall) (1877).

## Galeria d'imatges

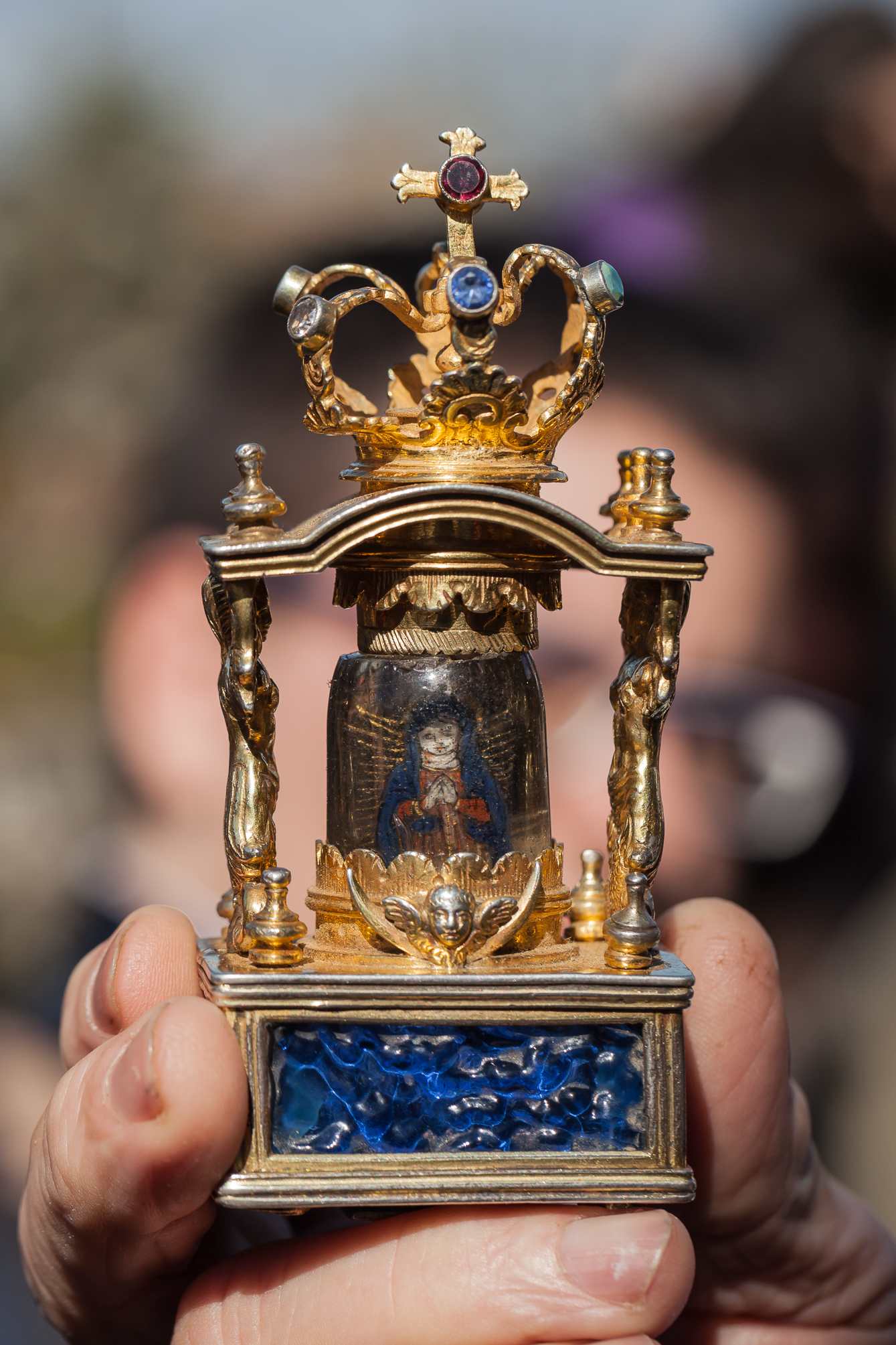
Verge del Cristall
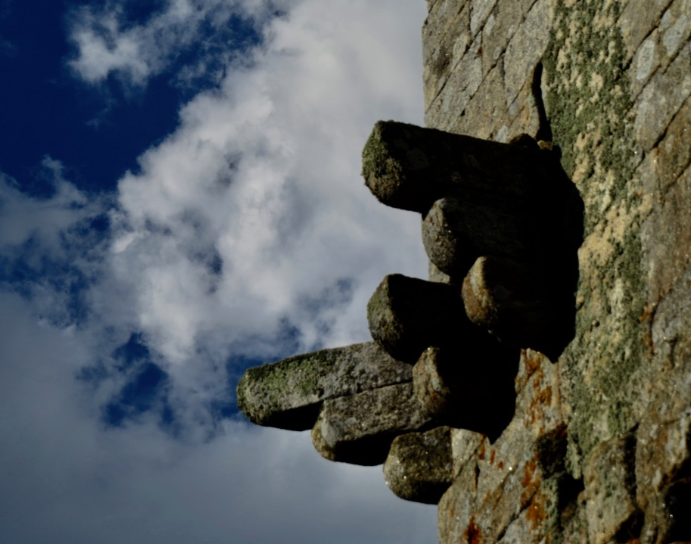
Detall de la torre
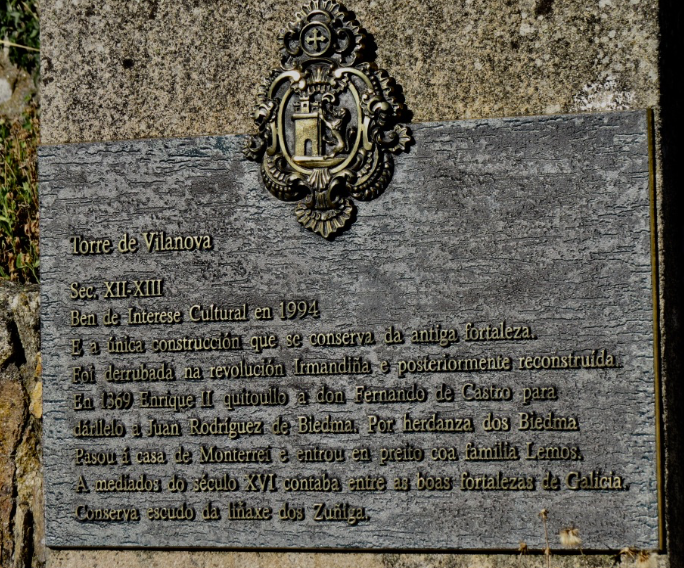
Detall de la torre